# Cuticola (artropodi)

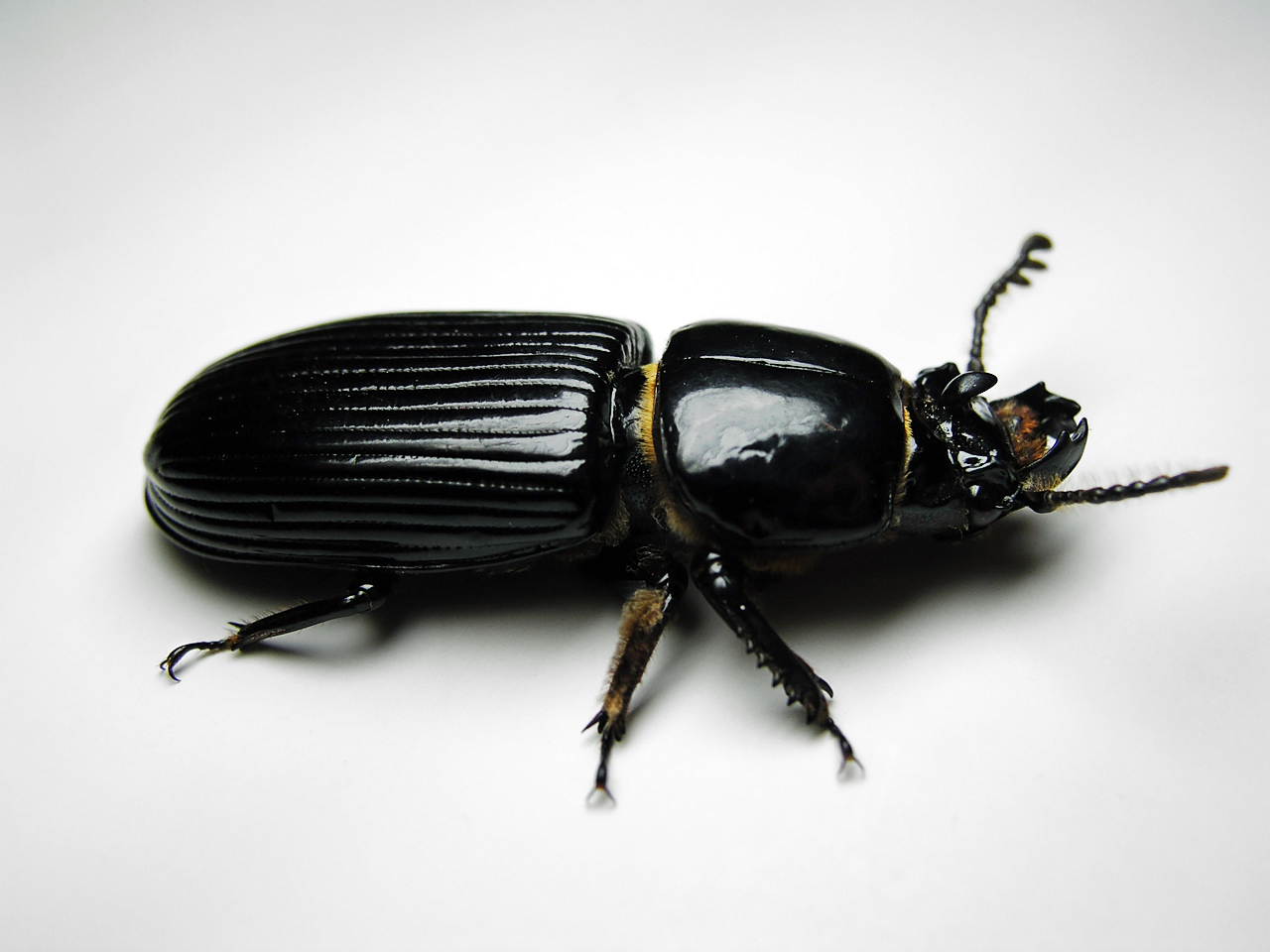
Cuticula lucida e chitinosa di un coleottero

La cuticola è il rivestimento esterno che ricopre il corpo della maggioranza degli Artropodi. 
È un vero e proprio esoscheletro (perché gli insetti non possiedono un endoscheletro come quello dei vertebrati) e inoltre funge da protezione dagli agenti esterni. La cuticola poggia sull'epidermide dalla quale è anche secreta, e può essere suddivisa in quattro strati.
- Strato di cemento: ultimo strato ad essere secreto dalle ghiandole epidermiche e contenente lipidi e proteine
- Strato di cere: secreto dopo la muta e prima del cemento e formato da lipidi e idrocarburi
- Epicuticola (cuticolina): suddivisa a sua volta in epicuticola esterna contenente proteine e lipidi simili a Paraffine e epicuticola interna costituita da proteine, lipidi e composti aromatici. L'epicuticola è lo strato che viene secreto per primo durante il processo di muta poiché essendo pieghettata può permettere il successivo accrescimento dell'artropode e dei metameri.
- Procuticola: anch'essa suddivisa in due strati endocuticola (interna) ed esocuticola (esterna). La procuticola contiene la chitina che forma con l'artropodina (predominante), la resilina e la sclerotina i complessi chitino-proteici che conferiscono rigidità ed elasticità alla cuticola.